# Stenoleptura rufoanticus
Stenoleptura rufoanticus är en skalbaggsart som beskrevs av J. Linsley Gressitt 1935. Stenoleptura rufoanticus ingår i släktet Stenoleptura och familjen långhorningar. Inga underarter finns listade i Catalogue of Life.